# 中邑玲奈
中邑 玲奈（なかむら れな、1990年3月13日 - ）は、日本の女優である。

## 人物
- 愛称は「れなえる」。
- 好きなものはマンガ、水族館、抹茶、チャシャ猫、ディズニー、逆転裁判。
- 年に数回ほど野球場に行くぐらいプロ野球を観るのが好きであるが、特別応援しているチームはない。
- 2017年2月15日に中村 玲奈から中邑 玲奈に改名した[1]。
- 童顔であり、実年齢より若く見られることが多い。また、バストサイズがAカップであることから、「幼児体型」と言われることがある。
- 笑う際に口元を隠す癖がある。
- 2018年6月から大和プロに所属している。

## 出演

### 舞台
- 2015年
  - 10月7日、『パーティーのはじまり』（代アニLIVEステーション）
- 2016年
  - 3月18日 - 20日、『アストライアー』（千本桜ホール） - RED班：黄泉 役
  - 8月17日 - 21日、『ミスリード』（てあとるらぽう）
  - 8月31日 - 9月5日、『十二人の怒れる人々』（東日本橋アクアスタジオ） - A班・C班
  - 11月15日 - 18日、『酔いどれシューベルト』（ムーブ町屋） - Aキャスト
- 2017年
  - 3月17日 - 20日、『その錆びた冷たい鉄』（シアターグリーン BOX in BOX THEATER）
  - 4月19日 - 24日、『LIFE』（両国・Air studio） - A班
  - 6月3日 - 11日、『ある苅屋くんの人生』[2]（新宿村LIVE） - teamブラック：山本こずえ 役
  - 10月9日 - 15日、『家族会議』（ART THEATER カモメ座） - Bチーム：北村美樹 役